# Nicola Arigliano (secondo album del 1959)
Nicola Arigliano è il secondo album in studio del cantante italiano Nicola Arigliano, pubblicato nel 1959, poco dopo un disco con lo stesso titolo.

## Descrizione
L'album racchiude alcune canzoni di Arigliano pubblicate su 45 giri ed EP.
Raggio di sole e Donna sono tratte dalla commedia musicale di Garinei e Giovannini Un trapezio per Lisistrata, dell'anno precedente; Donna era già stata incisa dal Quartetto Cetra.

## Tracce
Lato A
1. Donna di nessuno (testo: Luciano Beretta – musica: Enzo Di Paola e Sandro Taccani; edizioni musicali Neapolis)
2. Non restare fra gli angeli (testo: Domenico Modugno – musica: Enrico Polito e Gianni Meccia; edizioni musicali Curci)
3. Donna (testo: Pietro Garinei e Sandro Giovannini – musica: Gorni Kramer; edizioni musicali Columbia)
4. Anche domani (testo: Alberto Testa – musica: Tony De Vita; edizioni musicali Music Union)

Durata totale: 0:00
Lato B
1. Raggio di sole (testo: Pietro Garinei e Sandro Giovannini – musica: Gorni Kramer; edizioni musicali Columbia)
2. Per tutta la vita (testo: Alberto Testa – musica: Pino Spotti; edizioni musicali Ariston)
3. Notte, lunga notte (testo: Franco Migliacci – musica: Enrico Polito e Oreste Vassallo; edizioni musicali Ester)
4. Carina (testo: Alberto Testa – musica: R. Poes; edizioni musicali Ariston)

Durata totale: 0:00

## Formazione
- Orchestra diretta dal Maestro Pino Calvi, tranne in Non restare fra gli angeli e Notte, lunga notte, in cui suona il Trio di Franco Cerri:
- Franco Cerri: chitarra
- Gene Victory: batteria
- N. Dangella: contrabbasso